# Tour della nazionale maschile di rugby a 15 della Nuova Zelanda 1979
Nel 1979 gli All Blacks effettuarono due tour, uno a metà anno in Australia per disputare la Bledisloe Cup, e uno a fine anno in Europa, in cui furono previsti due test match contro Inghilterra e Scozia.
In tale occasione la squadra disputò anche il suo primo incontro in Italia, a Rovigo, come match finale del tour.
Tuttavia la federazione neozelandese non concesse lo status di test all'incontro con la Nazionale italiana, e a differenza di quest'ultima non riconosce il cap internazionale ai giocatori che lo disputarono.
Il tour australiano fu breve, solo due incontri: uno contro la selezione B del Queensland, vinto 35-3 a Brisbane, e poi il test match valido per la Bledisloe Cup contro gli Wallabies a Sydney, perso 6-12.

Una fase di Italia - All Blacks XV a Rovigo

In Europa, a parte i test match e l'incontro con l'Italia, gli All Blacks incontrarono varie rappresentative regionali della federazione inglese e di quella scozzese; in uno di tali incontri, con la Northern Division, al Cross Green di Otley, i neozelandesi subìrono l'unica sconfitta del tour.
La squadra inglese, capitanata da Bill Beaumont, inflisse agli All Blacks un 21-9 rimasto negli annali del rugby, tanto che 25 anni dopo tale vittoria, nel 2004, fu organizzata una convention celebrativa nella club house dell'Otley, al Cross Green.
I due test match contro Scozia e Inghilterra furono vinti, il primo abbastanza nettamente, il secondo di misura, tuttavia senza subire una meta.
L'unica squadra nazionale capace di segnare una meta agli All Blacks fu l'Italia, nell'incontro di fine tour allo stadio Battaglini di Rovigo: quel giorno 14 000 spettatori si assieparono ai cancelli dell'impianto, più di quanti ne potesse contenere, tanto che fu deciso di ammettere allo stadio anche gli spettatori senza biglietto, che si sedettero sul terreno a bordo campo dietro ai cartelloni pubblicitari.
L'incontro, terminato nel primo tempo sul 15-6 per gli All Blacks, vide un ritorno azzurro che con Rino Francescato, a dieci minuti dalla fine, realizzò una meta — poi trasformata da Stefano Bettarello — che portò l'Italia fino al 12-18 che divenne poi il risultato finale.

## Risultati del tour australiano

### I test match
| Arbitro: | R. G. Byers |

|            |      |           |
| McLean (3) | c.p. | B. Wilson |
| Melrose    | drop | M. Taylor |

### Gli altri incontri
| Brisbane 24 luglio 1979 | Queensland B | 3 – 35 | Nuova Zelanda XV | Ballymore Stadium (10 000 spett.)\| Arbitro: \| R.T. Burnett \| |
| Arbitro:                | R.T. Burnett |        |                  |                                                                 |

## Risultati del tour europeo

### I test match
| Arbitro: | R. C. Quittenton |

|            |      |                                    |
|            | mt   | Dunn, Loveridge, Mexted, S. Wilson |
|            | tr   | R. Wilson (2)                      |
| Irvine (2) | c.p. |                                    |

| Arbitro: | N.R. Sanson |

|          |      |               |
|          | mt   | Fleming       |
| Hare (3) | c.p. | R. Wilson (2) |

| Arbitro: | Pogutz |

|                       |      |                          |
| R. Francescato 69’    | mt   | 4’ Mexted 10’ Fraser     |
| S. Bettarello 69’     | tr   | 4’, 10’ Hewson           |
| S. Bettarello 6’, 12’ | c.p. | 40’ Hewson 61’ R. Wilson |

### Gli altri incontri
| Londra 24 ottobre 1979 | London Division | 18 – 21 | Nuova Zelanda XV | Twickenham\| Arbitro: \| J.D. Dinsmore \| |
| Arbitro:               | J.D. Dinsmore   |         |                  |                                           |

| Hawick 27 ottobre 1979 | South of Scotland | 3 – 19 | Nuova Zelanda XV | Mansfield Park\| Arbitro: \| L. Prideaux \| |
| Arbitro:               | L. Prideaux       |        |                  |                                             |

| Edimburgo 31 ottobre 1979 | Edimburgo | 4 – 16 | Nuova Zelanda XV | Myreside\| Arbitro: \| A. Welsby \| |
| Arbitro:                  | A. Welsby |        |                  |                                     |

| Leicester 3 novembre 1979 | Midland Division | 7 – 33 | Nuova Zelanda XV | Welford Road\| Arbitro: \| J. Short \| |
| Arbitro:                  | J. Short         |        |                  |                                        |

| Glasgow 6 novembre 1979 | Glasgow         | 6 – 12 | Nuova Zelanda XV | Hughenden\| Arbitro: \| R.C. Quittenton \| |
| Arbitro:                | R.C. Quittenton |        |                  |                                            |

| Dundee 14 novembre 1979 | Anglo-Scots    | 9 – 18 | Nuova Zelanda XV | Mayfield (4 000 spett.)\| Arbitro: \| B. Head-Rapson \| |
| Arbitro:                | B. Head-Rapson |        |                  |                                                         |

| Otley 17 novembre 1979 | Northern Division | 21 – 9 | Nuova Zelanda XV | Cross Green (8 000 spett.)\| Arbitro: \| Alan Hosie \| |
| Arbitro:               | Alan Hosie        |        |                  |                                                        |

| Exeter 20 novembre 1979 | South & SW Counties | 0 – 16 | Nuova Zelanda XV | County Ground (11 000 spett.)\| Arbitro: \| N.R. Sanson \| |
| Arbitro:                | N.R. Sanson         |        |                  |                                                            |